# 교황 인노첸시오 2세
교황 인노첸시오 2세(라틴어: Innocentius PP. II, 이탈리아어: Papa Innocenzo II)는 제164대 교황(재위: 1130년 2월 14일 ~ 1143년 9월 24일)이다. 본명은 그레고리오 파파레스키(이탈리아어: Gregorio Papareschi)이다. 그의 선출은 논란의 대상이 되어, 재임 첫 8년은 대립교황 아나클레토 2세의 지지자들에 맞서 교황으로서의 합법성을 인정받기 위한 투쟁으로 점철되었다. 대립교황에 맞서 그는 신성 로마 제국 황제 로타르 3세와 의견의 일치를 보면서 그의 지지를 얻었다. 인노첸시오 2세는 제2차 라테라노 공의회를 주재하였다.

## 생애 초기
파파레스키는 트라스테베레 구역의 로마인 가정에서 태어난 것으로 전해진다. 아마도 그는 대립교황 클레멘스 3세(라벤나의 길베르트)를 개인적으로 수행한 성직자들 중의 한 사람이었을 것으로 추정된다.
교황 파스칼 2세는 그를 부제급 추기경에 서임하였다. 능력을 인정받은 그는 교황 젤라시오 2세와 동행하여 프랑스로 건너갔다. 그는 교황 갈리스토 2세로부터 각종 요직을 두루 거치며 여러 가지 임무를 수행하였는데, 그 중 하나는 보름스 협약을 성사시키기 위해 보름스로 교황 사절로 간 것이다. 뿐만 아니라 그는 1122년에는 신성 로마 제국 황제 하인리히 5세와의 평화 협정을, 1123년에는 프랑스 국왕 루이 6세와 평화 협정을 맺기 위해 교황 사절로 파견되었다.

## 교황 선출
1130년 교황 호노리오 2세가 선종한 순간 추기경단 안에는 긴장감이 감돌았고 분열을 막기 위하여 추기경들은 교황청 상서국장 아이메릭에 의해 구성된 8명의 추기경 선거인단에게 교황 선거를 위탁하기로 결정했다. 노년층이 추기경단의 대부분을 구성하고 있었으나 젊은 층은 위원회의 대다수를 차지하고 있었다. 그리하여 교회 내적 쇄신을 추구하던 그레고리오 파파레스키 추기경이 다섯 표를 얻고 서둘러 선출되어 교황 인노첸시오 2세가 되었다. 그는 호노리오 2세의 선종 후 다음날인 2월 14일에 교황으로 정식 등극하였고 젊은 추기경들이 환호로써 맞이하였다.
그러나 숫자적으로 많은데다가 변혁을 두려워하던 노년층은 이에 불응하여, 아이메릭의 반대자였던 가문인 프란지파니 출신의 피에트로 피에르레오니 추기경을 선출하였다. 피에르레오니는 스스로 아나클레토 2세라고 자처하였다. 이리하여 극심한 분열이 일어났다. 쌍방이 추기경단에 의해 선출되었기 때문에 문제는 심각해졌다. 아나클레토의 지지자들은 로마를 장악할 수 있을 만큼 여러 세력이 뭉쳐 강대했기 때문에 인노첸시오 2세는 하는 수 없이 북쪽으로 피신하는 수 밖에 없었다.

## 교황
아나클레토가 로마를 손아귀에 넣자 인노첸시오 2세는 피사로 가는 배에 올랐다. 그 후 제노바를 거쳐 프랑스로 항해하였다. 클레르보의 베르나르도는 프랑스 여론을 움직여 인노첸시오 2세를 교황으로 받들도록 종용하였다. 같은 해 10월 그는 뷔르츠부르크 시노드에서 신성 로마 제국 황제 로타르 3세와 신성 로마 제국의 주교들로부터 교황으로서 공식적인 인정을 받았다. 1131년 1월 인노첸시오 2세는 잉글랜드의 헨리 1세로부터도 지지를 받았다. 1132년 8월 로타르 3세는 아나클레토를 몰아내고 인노첸시오 2세에 의해 황제 대관식을 받기 위한 두 가지 목적을 갖고 이탈리아 원정 계획에 착수하였다.
아나클레토와 그의 지지자들이 성 베드로 대성전에서 결사적으로 농성하고 있었기 때문에 결국 로타르 3세의 황제 대관식은 라테라노 대성전에서 치를 수 밖에 없었다(1133년 6월 4일). 그 이외에 원정은 실패로 끝났다. 황제는 교황좌의 봉신이라는 교황청파의 주장으로 말미암아 황제로 등극한 로타르는 교황에게 연금을 지급하는 대가로 토스카나의 마틸데의 영토를 얻었다. 로타르 3세가 독일로 떠나자 인노첸시오 2세도 로마를 재차 떠나야만 하였다.
1136년 로타르 3세가 2차 원정을 감행했으나 이번에도 큰 성과를 얻지는 못했다. 인노첸시오와 아나클레토 간의 오랜 분쟁은 1138년 1월 25일 아나클레토가 죽음으로써 끝이 났다.

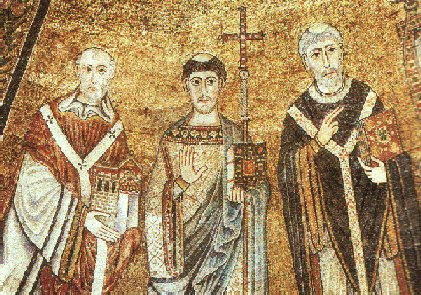
1140-1143년 인노첸시오 2세에 의해 개축된 산타 마리아 인 트라스테베레 성당의 모자이크화. 교황이 성당의 모형을 팔에 안고 있는 모습으로 묘사되어 있으며, 그의 왼쪽에는 성 라우렌시오와 성 갈리스토가 있다.

인노첸시오 2세는 자신의 조카 그레고리오 파파레스키와 동생 피에트로 파파레스키를 각각 1134년과 1142년에 추기경에 서임하였다. 또 다른 조카 킨조 파파레스키 역시 인노첸시오 사후 1158년에 추기경에 서임되었다.

### 제2차 라테라노 공의회
1139년 제2차 라테라노 공의회에서 대립교황 아나클레토를 지지했던 시칠리아 왕 루지에로 2세가 파문되면서 마침내 교회는 평화를 되찾았다. 인노첸시오 2세의 남은 재위기간은 고대 성당인 산타 마리아 인 트라스테베레 성당을 완전개 개축한 것 외에는 특별히 업적이라고 내세울 만한 것이 별로 없다. 오랜 분열이 로마에 끼친 해악을 없애기 위한 그의 노력은 부르쥬 대주교 후보자 문제를 놓고 지금까지 자신을 지지해왔던 프랑스의 루이 7세와 분쟁을 벌이면서 거의 수포로 돌아갔다. 인노첸시오 2세는 프랑스 왕국 전역에 성무 금지 명령을 내리는 한편 인노첸시오 2세를 인정하기를 거부했던 티볼리와도 다툼을 벌였다.
또한 1139년 《모든 완벽한 선물》(Omne Datum Optimum)에서 인노첸시오 2세는 오직 교황만이 21세 이하의 종교적 군사적 조직인 성전 기사단에 대한 책임이 있다고 선언했다. 이것은 성전 기사단의 권력과 부를 쌓는데 핵심이 되었으며, 역설적이게도 1307년 10월 그들이 진압당하는 사건을 초래하는데 일조했다.

### 미나노 조약
1139년 7월 22일 갈루초에서 루지에로 2세의 아들인 아풀리아 공작 루지에로 3세는 천여 명의 기사를 이끌고 교황군을 기습 공격하여 인노첸시오 2세를 사로잡았다. 1139년 7월 25일 인노첸시오 2세는 루지에로 2세의 왕권과 재산을 인정하는 내용의 미나노 조약에 서명했다. 1143년 인노첸시오 2세는 루지에로 2세와 맺은 미나노 조약에 대한 인정을 거부하고 교황령인 베네벤토로 행진하였다. 나중에 미나노 조약의 내용은 재확인되었다. 인노첸시오 2세는 1143년 9월 24일 선종했고 뒤를 이어 교황 첼레스티노 2세가 즉위했다.
교리 문제에 있어서 인노첸시오 2세는 피에르 아벨라르와 브레시아의 아르날도의 주장들을 단죄하였다.
1143년 교황이 임종을 앞두자 로마 코뮌이 교황권에 맞섰으며, 다음해에 숙고 끝에 로마 상원을 공식적으로 부활시켰다. 교황은 그 당시 하드리아누스 황제의 매장 방식이었다고 전해진 반암 석관에 매장되었다.

## 같이 보기
- 그니에즈노 칙서